# Rowerowy Maj

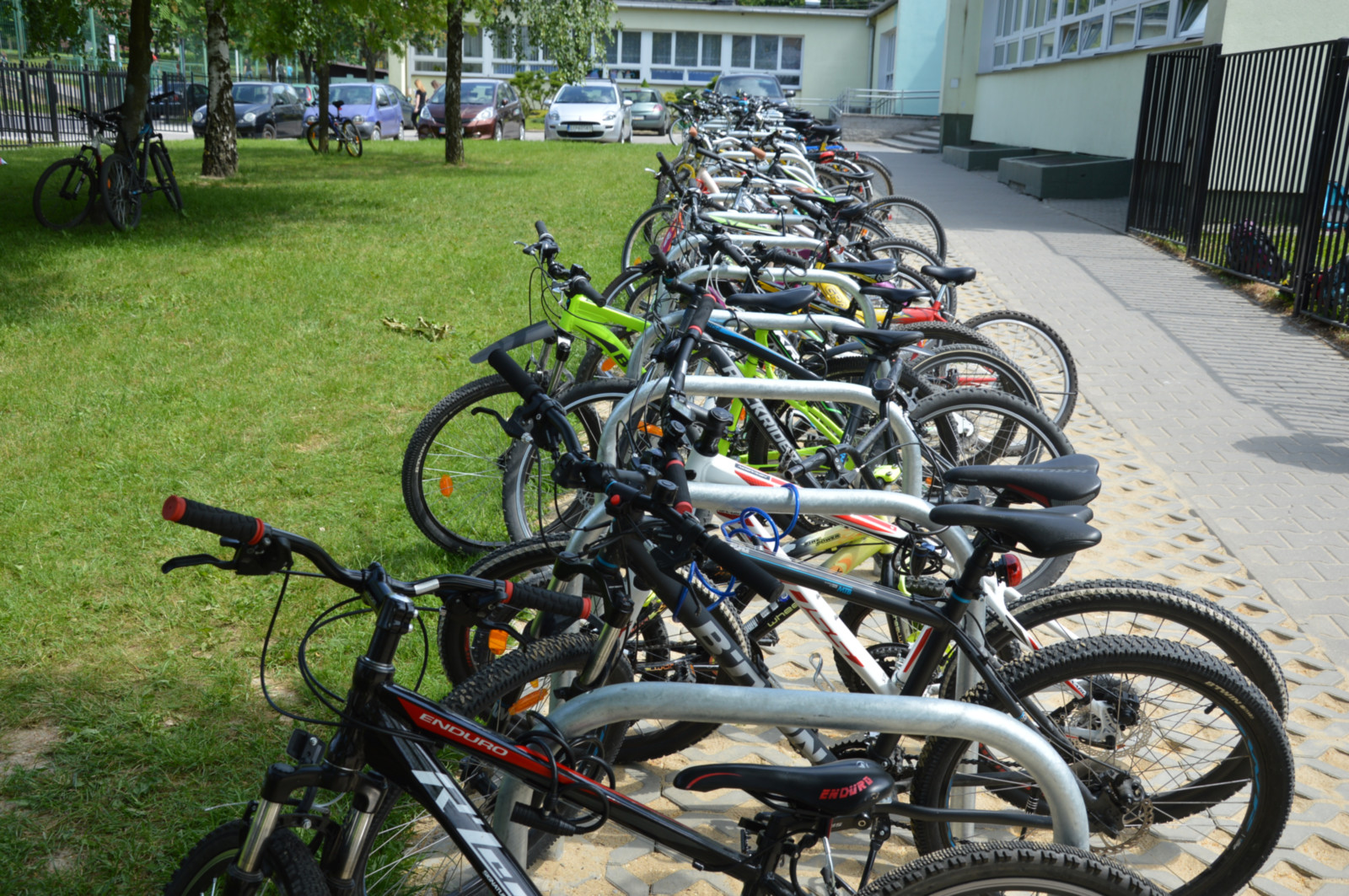
Rowerowy Maj 2016 w Lublinie

Rowerowy Maj – kampania społeczna promująca zdrowy tryb życia i zrównoważoną mobilność wśród dzieci przedszkolnych, uczniów szkół podstawowych oraz grona nauczycielskiego. Kampania została zainicjowana przez miasto Gdańsk w 2014 roku. Od 2016 roku organizator zaprasza do udziału miasta z całej Polski. W 2024 roku odbyła się w 29 miastach i gminach.

## Zasady
Każdy uczeń, przedszkolak i nauczyciel, który w maju dotrze na lekcje w sposób aktywny: na rowerze, hulajnodze, rolkach czy deskorolce, otrzymuje dwie naklejki: jedną do rowerowego dzienniczka i drugą na wspólny plakat klasowy (podczas pierwszej edycji w 2014 roku liczone były wyłącznie dojazdy na rowerze). Najaktywniejsi uczestnicy, klasy i placówki otrzymują nagrody. Rywalizacja toczy się na trzech poziomach: indywidualnym, klasowym i szkolnym/przedszkolnym.
Dla najaktywniejszych szkół, klas i uczniów przewidziane są nagrody takie jak rozbudowa szkolnej infrastruktury rowerowej, wejściówki do centrów nauki lub rozrywki czy akcesoria rowerowe.
W trakcie trwania rywalizacji organizowane są dodatkowe wydarzenia, takie jak bezpłatne przeglądy i serwisy rowerowe, badania preferencji transportowych uczniów, wspólne przejazdy na rowerach, hulajnogach i rolkach oraz pikniki.

## Edycje
Pierwsze dwie edycje Rowerowego Maja odbyły się wyłącznie w Gdańsku, począwszy od trzeciej edycji w kampanii biorą udział również inne miasta i gminy. Pierwsza edycja była przeznaczona wyłącznie dla uczniów szkół podstawowych, a począwszy od drugiej edycji kampania jest skierowana również do przedszkolaków. W 2018 roku podczas piątej edycji wprowadzono internetowy dziennik obecności rowerowej pozwalający na śledzenie na bieżąco wyników poszczególnych szkół i przedszkoli.
W 2020 roku ze względu na trwającą pandemię COVID-19 Rowerowy Maj nie odbył się. Część z miast zdecydowało się na dostarczanie materiałów edukacyjnych dla nauczycieli związanych z poruszaniem się na rowerze, bezpieczeństwem i mobilnością.
W 2024 roku wzięło udział 1284 placówek z 29 miast i gmin; Łącznie dało to 253 tys. aktywnych uczestników z 17 tys. klas i grup, realizując 5,6 mln przejazdów i co dało 45% ze wszystkich dojazdów dla placówek biorących udział w wydarzeniu.
| Edycja | Termin          | Liczba miast i gmin | Liczba placówek |                      |
| ------ | --------------- | ------------------- | --------------- | -------------------- |
| 1      | 12–23 maja 2014 | 1                   | 25              | [ 2 ]                |
| 2      | 4–29 maja 2015  | 1                   | 78              | [ 14 ] [ 9 ]         |
| 3      | 4–31 maja 2016  | 9                   | 238             | [ 15 ] [ 16 ]        |
| 4      | 4–31 maja 2017  | 20                  | 397             | [ 17 ] [ 18 ]        |
| 5      | 7–30 maja 2018  | 30                  | 539             | [ 19 ] [ 17 ]        |
| 6      | 6–31 maja 2019  | 47                  | 838             | [ 20 ] [ 13 ]        |
| 7      | 4–24 maja 2021  | 33                  | 511             | [ 21 ] [ 22 ]        |
| 8      | 4–31 maja 2022  | 46                  | 1130            | [ 23 ] [ 24 ] [ 25 ] |
| 9      | 4–31 maja 2023  | 41                  | 1231            | [ 1 ] [ 26 ]         |
| 10     | 6–29 maja 2024  | 29                  | 1284            | [ 27 ] [ 28 ]        |
| 11     | 5–30 maja 2025  |                     |                 | [ 28 ]               |

## Honorowi ambasadorowie
- 2016 — Piotr Myszka[15],
- 2017 — Natalia Wodyńska-Stosik[29],
- 2023 — Ambasada Królestwa Niderlandów, Ambasada Islandii, Ambasada Danii, Ambasada Szwecji[1]